# Matheus Marcondes
Matheus Marcondes, född november 1903, var en friidrottare från Brasilien. Han deltog vid olympiska sommarspelen 1932.